# Passiflora ampullacea
Passiflora ampullacea là một loài thực vật thuộc họ Passifloraceae. Đây là một loài dễ thương tổn, đặc hữu của Ecuador.